# ICC東アジア太平洋
ICC東アジア太平洋（ICCひがしアジアたいへいよう、英語: ICC East Asia-Pacific）は、極東の一部及びオセアニア各国・地域協会を統括する、国際クリケット評議会（ICC）傘下のクリケットの競技団体である。1996年に設立。事務局の所在地はオーストラリアのメルボルン。2023年現在、11の国・地域のクリケット協会が加盟している。東アジアの中国、チャイニーズタイペイ、香港などは、アジアクリケット評議会（ACC）に加盟している。

## 加盟国
加盟している国・地域は以下の通り。2023年11月現在。
| ICC正会員          |
| ------------------ |
| オーストラリア     |
| ニュージーランド   |
| ICC準会員          |
| クック諸島         |
| フィジー           |
| インドネシア       |
| 日本               |
| パプアニューギニア |
| フィリピン         |
| サモア             |
| 韓国               |
| バヌアツ           |